# Luis Abdeneve
Luis Ramón Abdeneve (Villaguay, Provincia de Entre Ríos, Argentina, 18 de marzo de 1962) es un exfutbolista argentino. Jugaba como mediocampista ofensivo o enganche y su primer equipo fue Sarmiento  (Villaguay, Entre Ríos). Su último club antes de retirarse fue Herediano de Costa Rica.

## Clubes
| Club                        | País       | Año       |
| --------------------------- | ---------- | --------- |
| Unión de Santa Fe           | Argentina  | 1980-1983 |
| Boca Juniors                | Argentina  | 1984      |
| Unión de Santa Fe           | Argentina  | 1985      |
| Platense                    | Argentina  | 1985-1986 |
| Bolívar                     | Bolivia    | 1986      |
| Boca Juniors                | Argentina  | 1987      |
| Unión de Santa Fe           | Argentina  | 1987-1988 |
| Gimnasia y Esgrima La Plata | Argentina  | 1988-1989 |
| Deportivo Español           | Argentina  | 1989-1990 |
| Bolívar                     | Bolivia    | 1991      |
| Olimpia                     | Honduras   | 1992-1993 |
| Atlético Bucaramanga        | Colombia   | 1994      |
| Herediano                   | Costa Rica | 1994-1995 |